# Naser Aliji
Naser Ismail Aliji (ur. 27 grudnia 1993 w Kumanowie) – albański piłkarz grający na pozycji lewego obrońcy. Od 2022 jest zawodnikiem klubu FC Voluntari.

## Kariera klubowa
Swoją karierę piłkarską Aliji rozpoczął w 2002 roku w klubie FC Baden. W 2007 roku podjął treningi w FC Aarau, a w 2008 roku został zawodnikiem juniorów FC Basel. W 2011 roku zaczął grać w rezerwach tego klubu. W 2013 roku stał się również członkiem pierwszego zespołu FC Basel. 16 marca 2014 zadebiutował w Swiss Super League w wygranym 5:0 domowym meczu z FC Aarau. W kwietniu 2014 wystąpił w przegranym 0:2 po dogrywce finale Pucharu Szwajcarii z FC Zürich. W sezonie 2013/2014 wywalczył z Basel swój pierwszy tytuł mistrza Szwajcarii. W sezonie 2014/2015 ponownie został mistrzem kraju.
W trakcie sezonu 2014/2015 Aliji został wypożyczony do FC Vaduz. Swój debiut w nim zaliczył 25 lutego 2015 w przegranym 0:2 domowym meczu z FC Sion. W sierpniu 2015 wrócił do klubu z Bazylei.
W 2016 Aliji przeszedł do 1. FC Kaiserslautern.
| Sezon   | Klub                 | Kraj          | Rozgrywki         | Mecze | Gole |
| ------- | -------------------- | ------------- | ----------------- | ----- | ---- |
| 2011/12 | FC Basel U-21        | Szwajcaria    | 1. Liga Promotion | 22    | 1    |
| 2012/13 | FC Basel U-21        | Szwajcaria    | 1. Liga Promotion | 20    | 1    |
| 2013/14 | FC Basel             | Szwajcaria    | Super League      | 9     | 0    |
| 2013/14 | FC Basel U-21        | Szwajcaria    | 1. Liga Promotion | 10    | 0    |
| 2014/15 | FC Basel             | Szwajcaria    | Super League      | 5     | 1    |
| 2014/15 | FC Vaduz             | Liechtenstein | Super League      | 17    | 0    |
| 2015/16 | FC Vaduz             | Liechtenstein | Super League      | 7     | 0    |
| 2015/16 | FC Basel             | Szwajcaria    | Super League      | 15    | 0    |
| 2016/17 | 1. FC Kaiserslautern | Niemcy        | 2. Bundesliga     |       |      |

## Kariera reprezentacyjna
Aliji grał w młodzieżowych reprezentacjach Szwajcarii na różnych szczeblach wiekowych. W 2015 roku zdecydował się reprezentować Albanię. W kadrze Albanii zadebiutował 13 czerwca 2015 roku w wygranym 1:0 towarzyskim meczu z Francją, rozegranym w Elbasan.